# Juan Córdoba
Juan José Córdoba Zapata (Medellín, 11. srpnja 2003.) kolumbijski je nogometaš koji igra na poziciji desnog krila. Trenutačno igra za Dinamo Zagreb.

## Klupska karijera

### Karijera u Kolumbiji
Córdoba je prošao omladinsku školu kolumbijskog kluba Deportivo Cali za kojeg je debitirao 21. studenog 2021. u utakmici bez golova protiv kluba Once Caldas. U 2022. bio je posuđen kolumbijskom drugoligašu Fortalezi.
Prvi klupski pogodak za Deportivo Cali postigao je 15. rujna 2023. u ligaškoj utakmici protiv kluba Atlético Huila koja je završila 1:0.

### Dinamo Zagreb
Prešao je u Dinamo Zagreb 9. kolovoza 2024. Za Dinamo Zagreb debitirao je sedam dana kasnije u utakmici HNL-a protiv Šibenika koji je poražen 3:0. Klupski prvijenac postigao je 6. listopada kada je postigao jedini pogodak na gostujućoj ligaškoj utakmici protiv Varaždina.

## Reprezentativna karijera
S reprezentacijom Kolumbije do 20 godina nastupao je na Južnoameričkim igrama. Postigao je pogodak u utakmici za treće mjesto u kojoj je Kolumbija dobila Urugvaj 2:1.

## Priznanja

### Reprezentativna
Kolumbija do 20
- Južnoameričke igre (3. mjesto): 2022.

## Vanjske poveznice
- Profil, Soccerway
- Profil, Transfermarkt